# Tisinec
Tisinec (bis 1927 slowakisch auch „Tešinec“ oder „Tyšinec“; ungarisch Tizsény – bis 1892 Tisinyec) ist eine Gemeinde im Nordosten der Slowakei mit 514 Einwohnern (Stand 31. Dezember 2024), die zum Okres Stropkov, einem Kreis des Prešovský kraj gehört.

## Geographie

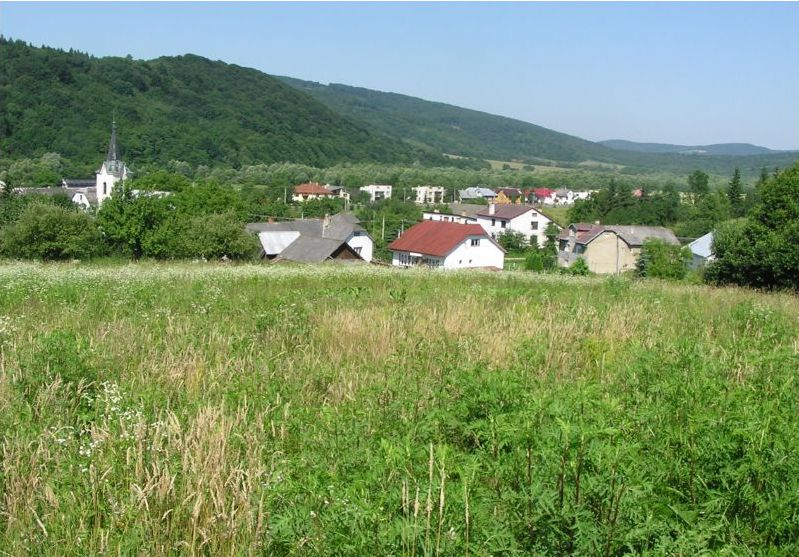
Tisinec

Die Gemeinde befindet sich im Bergland Ondavská vrchovina innerhalb der Niederen Beskiden im Tal der Ondava, oberhalb der Mündung der Chotčianka in den Fluss. Das Ortszentrum liegt auf einer Höhe von 195 m n.m. und ist zweieinhalb Kilometer von Stropkov entfernt.
Nachbargemeinden sind Duplín im Norden, Krušinec im Nordosten und Stropkov im Osten, Süden und Westen.

## Geschichte

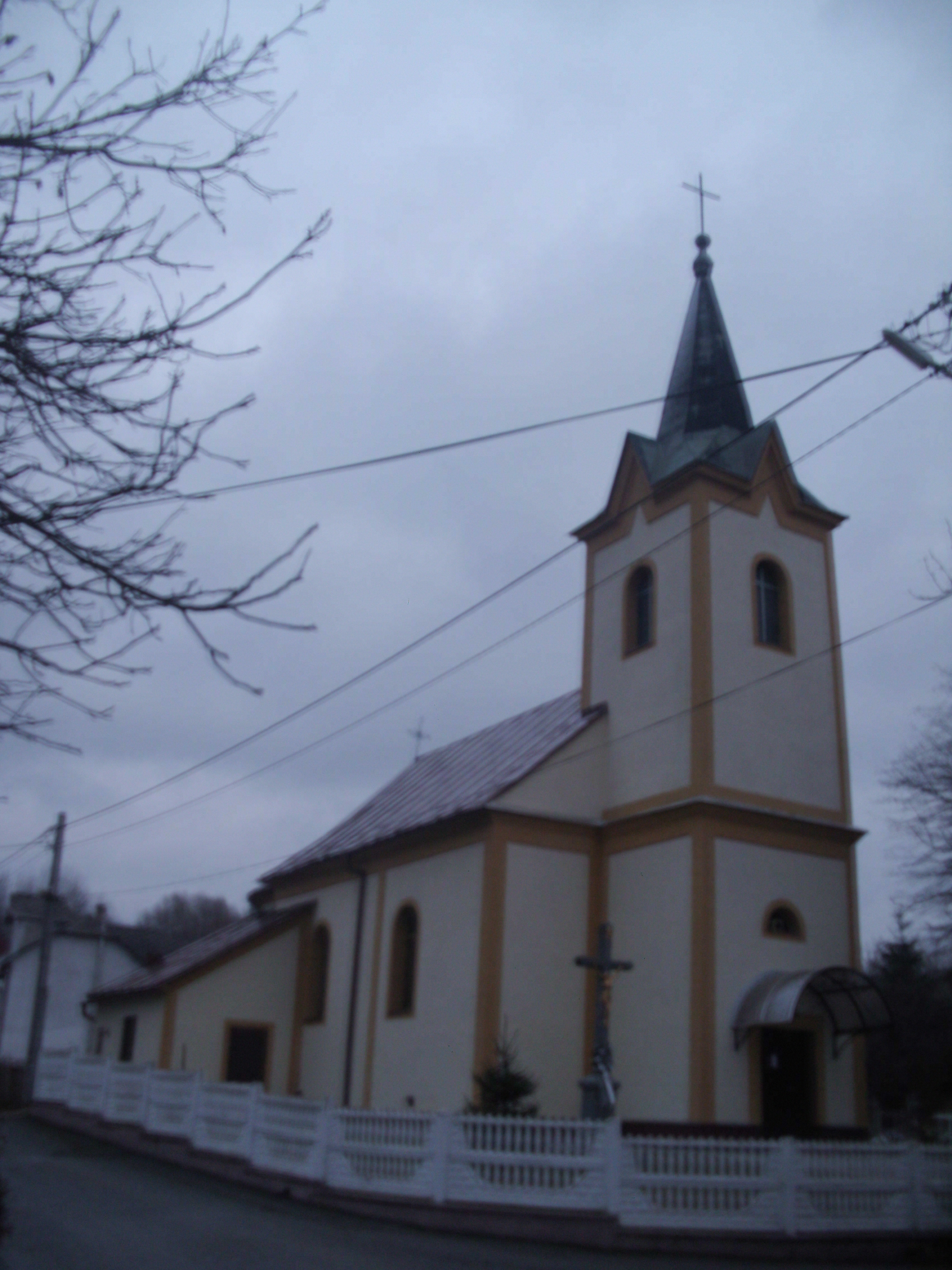
Römisch-katholische Kirche im Ort

Tisinec wurde zum ersten Mal 1379 im Bezug mit einem Tauschhandel der Familie Cudar mit dem Geschlecht Ákos als Tyzen schriftlich erwähnt. Der Ort gehörte zum Herrschaftsgebiet der Makovica. 1427 wurden keine Steuern im Ort erhoben. 1787 hatte die Ortschaft 23 Häuser und 346 Einwohner, 1828 zählte man 35 Häuser und 279 Einwohner, die als Fischer, Landwirte und Viehhalter beschäftigt waren.
Bis 1918 gehörte der im Komitat Sáros liegende Ort zum Königreich Ungarn und kam danach zur Tschechoslowakei beziehungsweise heute Slowakei.

## Bevölkerung
| Jahr                | 1994 | 2004     | 2014     | 2024     |
| ------------------- | ---- | -------- | -------- | -------- |
| Anzahl der Personen | 338  | 428      | 382      | 484      |
| Unterschied         |      | +26,62 % | −10,74 % | +26,70 % |

| Jahr                | 2023 | 2024    |
| ------------------- | ---- | ------- |
| Anzahl der Personen | 481  | 484     |
| Unterschied         |      | +0,62 % |

Nach der Volkszählung 2011 wohnten in Tisinec 399 Einwohner, davon 381 Slowaken, sieben Russinen, zwei Ukrainer sowie jeweils ein Roma und Tscheche. Ein Einwohner gab eine andere Ethnie an und sechs Einwohner machten keine Angabe zur Ethnie.
335 Einwohner bekannten sich zur römisch-katholischen Kirche, 31 Einwohner zur griechisch-katholischen Kirche, fünf Einwohner zur orthodoxen Kirche, drei Einwohner zur Evangelischen Kirche A. B. und ein Einwohner zur evangelisch-methodistischen Kirche. Vier Einwohner waren konfessionslos und bei 21 Einwohnern wurde die Konfession nicht ermittelt.

## Bauwerke und Denkmäler
- römisch-katholische Kirche Mariä Opferung aus dem Jahr 1874
- jüdischer Friedhof auf einem Hügel nördlich des Ortes, wurde von der jüdischen Gemeinde von Stropkov vor der Fertigstellung eines jüdischen Friedhofs in Stropkov im Jahr 1892 genutzt[6]